# Lamont (Town)
Die Town of Lamont ist eine von 18 Towns im Lafayette County im US-amerikanischen Bundesstaat Wisconsin. Im Jahr 2010 hatte die Town of Lamont 314 Einwohner.
Town hat in Wisconsin eine grundlegend andere Bedeutung, als im übrigen englischsprachigen Bereich. Vielmehr entspricht sie den in den anderen US-Bundesstaaten üblichen Townships, die nach dem County die nächstkleinere Verwaltungseinheit bilden.

## Geografie
Die Town of Lamont liegt im Südwesten Wisconsins, rund 60 km östlich des Mississippi, der die Grenze zu Iowa bildet. Die Grenze zu Illinois befindet sich rund 30 km südlich.
Die Koordinaten der geografischen Mitte der Town of Lamont sind 42°42′7″ nördlicher Breite und 90°00′28″ westlicher Länge. Sie erstreckt sich über eine Fläche von 51,6 km².
Die Town of Lamont liegt im nordöstlichen Zentrum des Lafayette County und grenzt an folgende Nachbartowns:
| Town of Willow Springs | Town of Fayette                             |                |
|                        | Kompassrose, die auf Nachbargemeinden zeigt | Town of Argyle |
| Town of Darlington     | Town of Wiota                               |                |

## Verkehr
Durch die Town of Lamont verläuft in West-Ost-Richtung der Wisconsin State Highway 81. In der Mitte der Town kreuzt der County Highway D. Alle weiteren Straßen sind untergeordnete Landstraßen oder teils unbefestigte Fahrwege.
Die nächsten Flughäfen sind der Dubuque Regional Airport in Iowa (rund 90 km westsüdwestlich) und der Dane County Regional Airport in Wisconsins Hauptstadt Madison (rund 90 km nordöstlich).

## Bevölkerung
Nach der Volkszählung im Jahr 2010 lebten in der Town of Lamont 314 Menschen in 110 Haushalten. Die Bevölkerungsdichte betrug 6,1 Einwohner pro Quadratkilometer. In den 110 Haushalten lebten statistisch je 2,85 Personen.
Ethnisch betrachtet bestand die Bevölkerung mit zwei Ausnahmen nur aus Weißen.
33,8 Prozent der Bevölkerung waren unter 18 Jahre alt, 50,6 Prozent waren zwischen 18 und 64 und 15,6 Prozent waren 65 Jahre oder älter. 47,1 Prozent der Bevölkerung war weiblich.
Das mittlere jährliche Einkommen eines Haushalts lag bei 52.857 USD. Das Pro-Kopf-Einkommen betrug 22.824 USD. 8,6 Prozent der Einwohner lebten unterhalb der Armutsgrenze.

## Ortschaften in der Town of Lamont
Auf dem Gebiet der Town of Lamont liegt neben Streubesiedlung noch die gemeindefreie Siedlung Lamont.